# Эскикой
Эскико́й (до нач. XIX века Ханлы́к; укр. Ескікой, крымскотат. Eskiköy, Эскикой) — исчезнувшее село в Советском районе Республики Крым, располагавшееся на крайнем юго-западе района, у самой границы с Белогорским, на левом берегу реки Кучук-Карасу, примерно в 2,5 км к югу от современного села Пруды.

## История
Первое документальное упоминание села встречается в Камеральном Описании Крыма… 1784 года, судя по которому, в последний период Крымского ханства Ханлык входил в Кучук Карасовский кадылык Карасубазарского каймаканства. После присоединения Крыма к России (8) 19 апреля 1783 года, (8) 19 февраля 1784 года, именным указом Екатерины II сенату, на территории бывшего Крымского Ханства была образована Таврическая область и деревня была приписана к Левкопольскому, а после ликвидации в 1787 году Левкопольского — к Феодосийскому уезду Таврической области. После Павловских реформ, с 1796 по 1802 год, входила в Акмечетский уезд Новороссийской губернии. По новому административному делению, после создания 8 (20) октября 1802 года Таврической губернии, Эскикой был включён в состав Урускоджинской волости Феодосийского уезда.
В Ведомости о числе селении, названиях оных, в них дворов… состоящих в Феодосийском уезде от 14 октября 1805 года селение записано, как Ханин-Эли, населённая 156 ногаями в 16 дворах. На военно-топографической карте генерал-майора Мухина 1817 года расположенная на месте Эскикоя деревня обозначена, как Канлы, всего с 4 дворами. После реформы волостного деления 1829 года, согласно «Ведомости о казённых волостях Таврической губернии» от 31 августа 1829 года, Шикипе отнесли к Борюсской волости того же уезда. На карте 1836 года в деревне 10 дворов, а на карте 1842 года Эскикой обозначен условным знаком «малая деревня», то есть, менее 5 дворов.
В 1860-х годах, после земской реформы Александра II, деревню приписали к Шейих-Монахской волости. Согласно «Списку населённых мест Таврической губернии по сведениям 1864 года», составленному по результатам VIII ревизии 1864 года, Эскикой — владельческая немецко-татарская деревня с 8 дворами и 35 жителями при реке Кучук-Кара-Су, но среди немецких поселений в энциклопедическом словаре «Немцы России» Эскикой не значится. На трёхверстовой карте Шуберта 1865—1876 года в деревне Эскикой обозначено 15 дворов, но в дальнейшем в доступных источниках не встречается.